# Peter Lackmann (Pastor)
Peter Lackmann, auch Lakemann (* 16. Februar 1659 in Lübeck; † 17. Oktober 1713 in Oldenburg in Holstein) war ein deutscher evangelischer Theologe und Dichter geistlicher Lieder.

## Leben
Der Sohn des Kaufmanns, Ältermanns der Bergenfahrer und Ratsherrn Peter Lackmann besuchte unter Abraham Hinkelmann das Katharineum zu Lübeck. Hier erwarb er sich die Befähigung, ein Hochschulstudium absolvieren zu können. Er besuchte die Universitäten Rostock (1677), Helmstedt, Jena, Wittenberg (1680) und Leipzig. Als Student der Theologie in Leipzig war er ein Freund von August Hermann Francke. Ostern 1684 bestand er das theologische Examen in Hamburg. Bei einem Besuch seines Schwagers, des Oberhofpredigers August Kummer in Bergen in Norwegen, fand er eine Anstellung als Kabinetts- und Reiseprediger des Freiherrn Gustav Wilhelm von Wedel (1641–1717). Er blieb in diesem Amt jedoch nur ein Jahr. Nach seiner Rückkehr war er Pfarrer in Wehningen, 1695 wurde er Hauptpfarrer an der Stadtkirche St. Johannis in Oldenburg in Holstein, was er bis zu seinem Lebensende blieb.
Sein Sohn war der Historiker Adam Heinrich Lackmann (1694–1754).

## Wirken
Von Lübeck aus hatte Lackmann die Bekanntschaft des radikalen Pietisten Superintendent Johann Wilhelm Petersen in Eutin gemacht und sich mit diesem befreundet. Zu Petersens Verteidigung schrieb er Millenarii sancti immota veritas, 1692 unter dem Pseudonym P. Christiani. Der Lübeckische Superintendent August Pfeiffer setzte dem entgegen der unchristliche P. Christiani, d. i. Abfertigung eines vermummten Chiliasten. Lackmann verfasste auch eine pietistische Erklärung des Hohenlieds Salomons. Von seinen geistlichen Liedern wurde sein Zerfließ ein Geist in Jesu Wunden 1697 in das Hallische Gesangbuch aufgenommen. Albert Knapp hat 1837 die Lieder Auf Leiden folgt die Herrlichkeit und Erhebe dich um meine Seele überarbeitet und in seinen Liederschatz aufgenommen. Des Weiteren sind die Lieder Ach was sind wir ohne Jesu, Der Tod für uns zum Leben, Dieweil ich auferstehe, Gottlob es ist nunmehr der Tag vollendet und Höchste Lust und Herzvergnügen bekannt. Diese hat sein Sohn Adam Hermann Lackmann in seiner Anthologie Geistreiche Gedichte zur Erweckung heiliger Regungen (Hamburg 1730, 2. Aufl.) herausgegeben.